# Австрійська експедиція до Бразилії

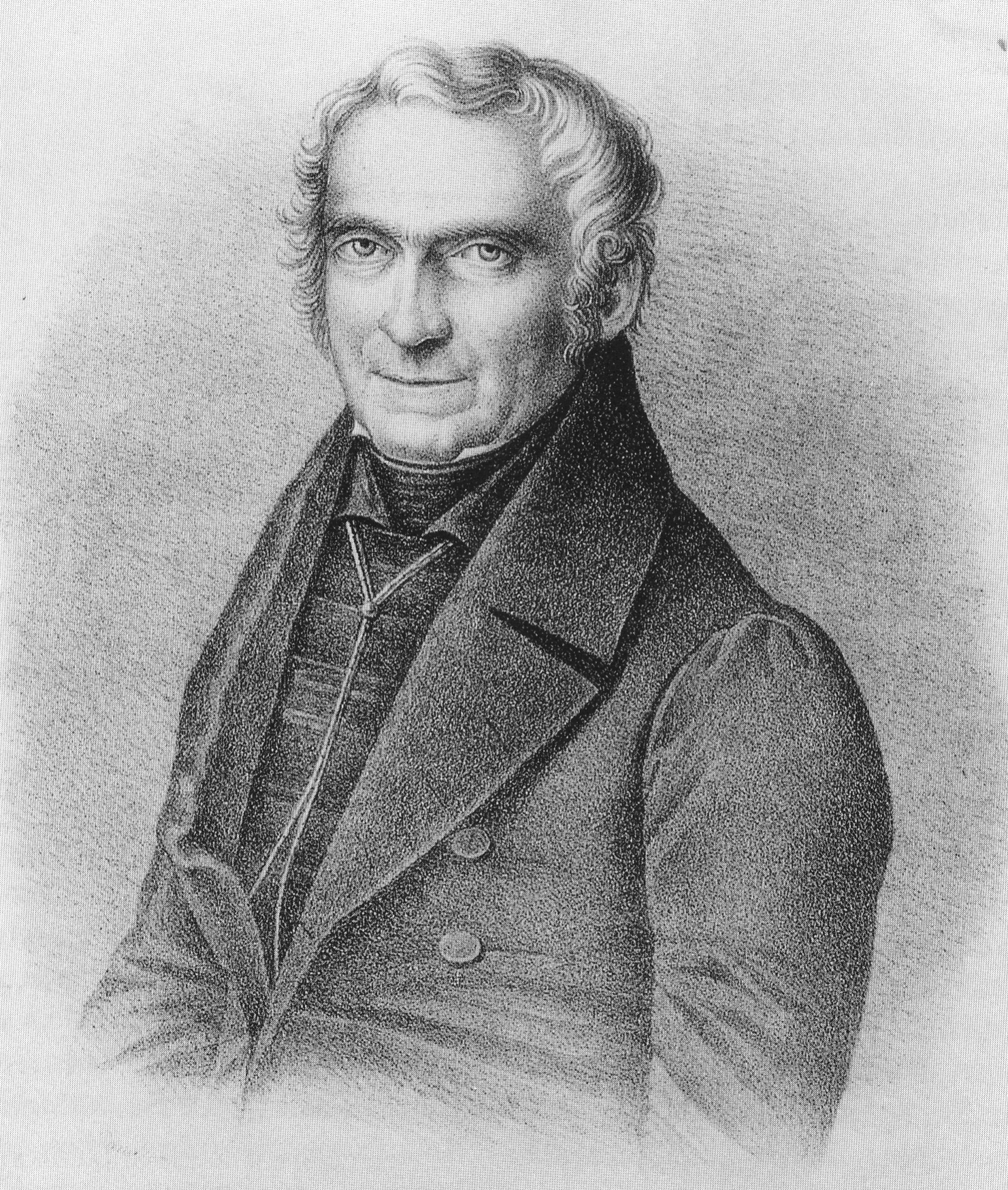
Йоганн Наттерер

Австрійська експедиція до Бразилії (нім. Österreichische Brasilien-Expedition) — дослідницька експедиція, організована керівництвом Австрійської імперії для вивчення маловідомих територій у Південній Америці в 1-й половині XIX століття (1817—1835).

## Підготовка і склад
Ідея проведення Австрією «бразильської експедиції» з'явилася 1816 року внаслідок майбутнього заручення (13 травня 1817 року) дочки австрійського імператора Франца II, ерцгерцогині Марії Леопольдіни зі спадкоємцем португальського престолу доном Педру (тоді Бразилія була фактично колонією Португалії, хоча й отримала 1815 року статус королівства, яке перебуває в унії з Португалією). Після закінчення Наполеонівських воєн у багатьох країнах Європи підвищився інтерес до заморських країн, а також до дослідження й експлуатації багатств колоніальних територій. Чималу роль у цьому зіграли подорожі Південною й Північною Америкою видатного німецького вченого Александра фон Гумбольдта.
Спочатку експедицію фінансував з особистих коштів міністр закордонних справ Австрії, князь Клеменс Меттерніх. Він же прийняв на себе й номінальне керівництво експедицією. Фактично ж її начальником був директор природничо-наукового кабінету при австрійському імператорському дворі Карл Франц Антон фон Шрайберс. Він також підбирав науковців: зоолога Йоганна Наттерера, ботаніка Генріха Вільгельма Шотта, мінералога Йоганна Баптиста Поля, препаратора та єгермейстера Фердинанда Зохора. Експедицію супроводжували художники Томас Ендер і Йоганн Бухбергер. Крім цього, дізнавшись про проведення Австрією експедиції в Південну Америку, для участі в ній надіслали своїх представників король Баварії (ботаніка Карла Фрідріха фон Марціуса і консерватора Йоганна Баптиста фон Спікса) і Великий герцог Тоскани (ботаніка Джузеппе Радді). Таким чином, разом з особистим учителем ерцгерцогині Рохусом Шюхом до «штабу» експедиції увійшли 14 членів.
Основною метою, поставленою перед вченими, було вишукування необхідних для торгівлі з Європою матеріалів і ресурсів, а також пошук корисних рослин і тварин, вирощування і розведення яких було б можливим в умовах Центральної Європи.

## Подорож
Експедиція вирушила в дорогу 9 квітня 1817 року з австрійського порту Трієст на 2 фрегатах — Австрії і Августі. Через два дні обидва кораблі потрапили в жорстокий шторм, після чого ремонтувалися в різних портах. Австрія з частиною членів експедиції прибула до столиці Бразилії Ріо-де-Жанейро 14 червня. Августа ж, на борту якої перебувала і Марія-Леопольда, прийшла сюди в супроводі 2 португальських кораблів лише 4 листопада.

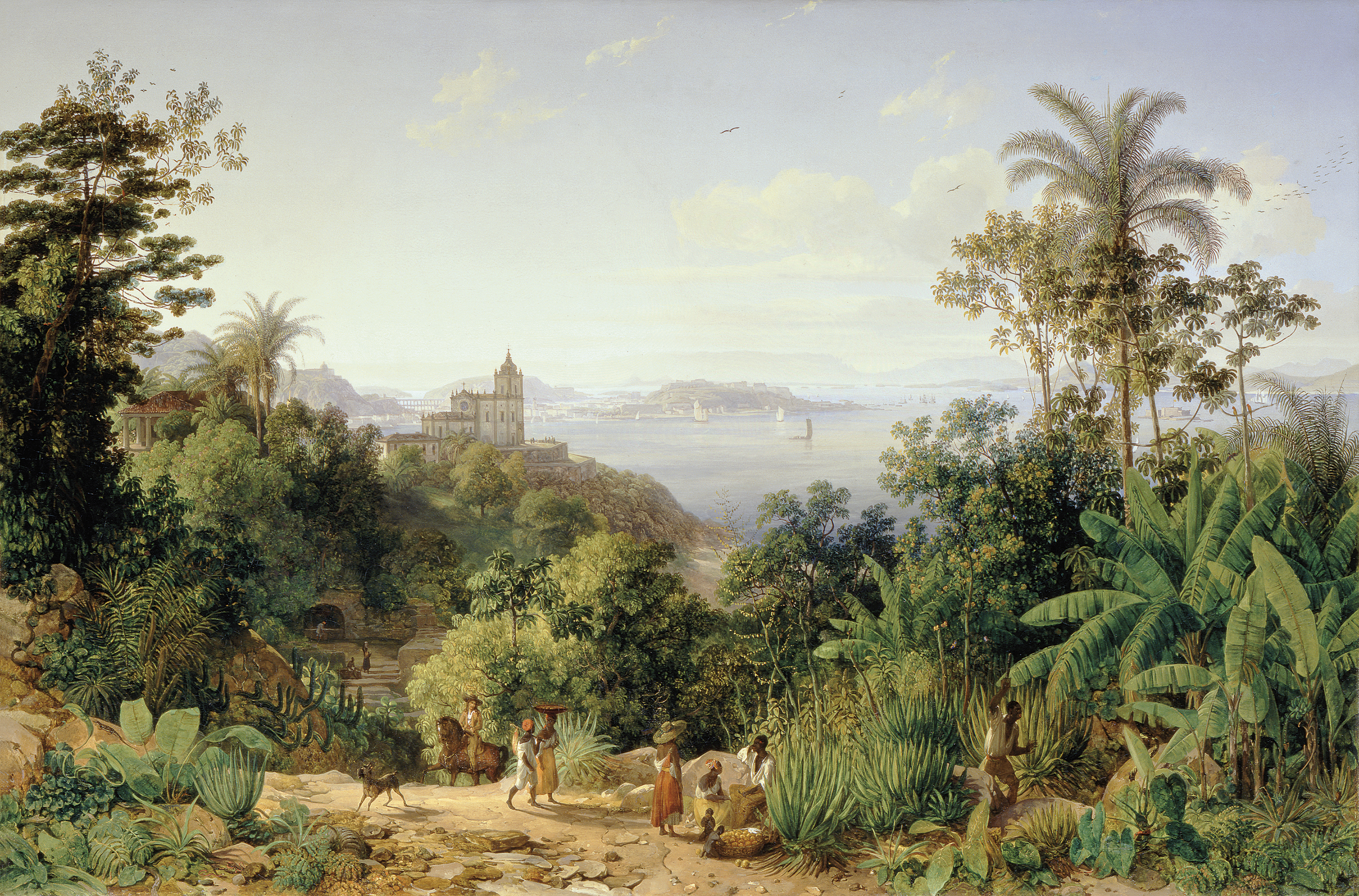
Поблизу Ріо (Томас Ендер)

Після того, як у Ріо нарешті зібралися всі учасники експедиції, вирішено спершу зробити кілька рейдів трьома групами в околицях Ріо-де-Жанейро, щоб зібрані матеріали могли піти в Європу разом із австрійськими фрегатами, які мали незабаром відпливати. Одну групу склали баварські вчені та їх супровідники, дві інші очолили Наттерер і Мікан. Ці групи повернулися в Ріо в період між березнем і травнем 1818 року. 1 червня 1818 року австрійські кораблі із зібраною до цього часу колекцією відпливли до Європи. З ними відбула й частина вчених. Вирушили додому обидва художники: Т. Ендер, який не зміг звикнути до місцевого клімату, і Бухбергер, який замальовував рослини, важко поранений внаслідок нещасного випадку (помер від його наслідків 1821 року). З першим кораблем покинув експедицію і її науковий керівник професор Мікан, як і італійський професор Радді.
Поодинці продовжували свої дослідження вчені Наттерер, Поль і Шотт. Шотт складав колекцію живих рослин. Поль дбав про мінералогічне зібрання експедиції, а також збирав матеріали для опублікованої ним згодом книги Подорож у внутрішні райони Бразилії (Reise im Innern von Brasilien), яка стала важливим джерелом з природознавства та соціальної історії Бразилії. 1821 року, внаслідок ускладнення в Бразилії політичної обстановки і початку заворушень, Поля і Шотта відкликано на батьківщину, оскільки посланник Австрії в Бразилії Штюрмер вирішив припинити експедицію.
Однак Наттерер і Зохор відмовилися припинити дослідження і вирішили продовжити вивчення країни вже власним коштом і на власний ризик. Наттерер здійснив 10 індивідуальних дослідницьких подорожей у різні райони Бразилії — навколо Сан-Паулу і Ріо-де-Жанейро, в провінції Мінас-Жерайс, в Амазонію і до болівійського кордону. Ці поїздки проходили в складних умовах: обидва дослідники важко хворіли. Зохор внаслідок хвороби помер 13 грудня 1826 року.
Наттерер і Зохор зуміли зібрати величезні колекції наукових матеріалів: більш як 1000 ссавців, 12 000 птахів і майже 33 000 комах. Крім цього, колекції риб, амфібій, молюсків, мінералів, насіння, яєць тощо. Особливо цінною була етнографічна колекція, що складалася з більш ніж 2000 предметів побуту індіанських племен центральної частини Південної Америки. Після 18 років досліджень, 15 вересня 1835 року, Наттерер покинув Бразилію.
У 1821—1836 роках бразильські колекції зберігалися в спеціальній будівлі у Відні (так званому «Бразиліанумі»), ставши одним з головних атракціонів австрійської столиці. Тут же жила й пара привезених Полем з Бразилії 1821 року індіанців-ботокудів. Втім, жінка незабаром померла, а її чоловіка 1824 року відправили назад до Бразилії. Після закінчення терміну оренди 1836 року експозицію закрили. Частина експонатів (перш за все зоологічних) загинула під час революції 1848 року. Однак етнографічна колекція, зібрана Наттерером, повністю збереглася і стала основою для відкритого у Відні 1928 року Етнографічного музею.